# Kerk van Jezus Christus van de Heiligen der Laatste Dagen (Groningen)
De Kerk van Jezus Christus van de Heiligen der Laatste Dagen in de Nederlandse stad Groningen is een kerkgebouw van het gelijknamige kerkgenootschap (ook bekend als de Mormonen) in de zuidwestelijke wijk Corpus den Hoorn.
Het gebouw, dat op de noordwestelijke hoek van de Paterswoldseweg en de Laan Corpus Den Hoorn staat, werd ontworpen door de Rotterdamse architect M.C.A. Meischke (1893-1973) en is in 1969 in gebruik genomen. De bouwkosten bedroegen ongeveer 400.000 gulden, waarvan zo'n 80% werd voldaan door de Amerikaanse moederkerk. De gemeente zelf bracht 80.000 gulden bijeen. De kerk werd gebouwd door aannemerij Woudenberg en bij het kerkgenootschap aangesloten vrijwilligers.